# Kontrola administracji (II RP)
Kontrola administracji wojskowej (II RP) – dział administracji wojskowej II RP powołany w celu utrzymania ładu i porządku w administracji wojskowej.

## Zakres kontroli
Zakres kontroli obejmował sprawy budżetowe mające związek z materiałami wojskowymi.
Zadaniem specjalnym kontroli było stwierdzenie istnienia i stanu zapasów materiałów wojennych. Sprawowała kontrolę nad używaniem i utrzymaniem nieruchomości, będących w posiadaniu przez Ministerstwo Spraw Wojskowych. Nadzór polegał również na kontroli należytego wypełniania zadań natury administracyjnej przez władze wojskowych wszystkich szczebli i zawiadamia o dostrzeżonych nadużyciach, powodując niezwłoczne ich usunięcie lub naprawę.
Kontrola sprawdzała rachunkowość i czuwała nad przestrzeganiem ustaw, regulaminów, instrukcji i rozporządzeń Ministerstwa Spraw Wojskowych.
Do obowiązków kontroli administracji wojskowej należały również propozycje ulepszeń przepisów administracyjnych.
Kontrola mogła asystować przy wszystkich czynnościach administracyjnych, nie wywierając jednak bezpośrednio żadnego wpływu na ich kierownictwo lub wykonanie.
Wyjątkowo (tylko w wypadkach błędów, kradzieży, fałszowania produktów lub nadużyć), kontrola mogła wstrzymać czynności, niezwłocznie powiadamiając właściwe władze.

## Organizacja kontroli administracji sił zbrojnych
Ogólną kontrolę administracji sił zbrojnych pełnił (w imieniu ministra spraw wojskowych) korpus oficerów – noszący nazwę:
Korpus Kontrolerów Wojskowych
Oficerowie – kontrolerzy pozostawali w dyspozycji ministra i wykonywali zlecenia i prace administracyjne, gospodarcze, finansowe lub dyscyplinarne.
Korpus kontrolerów wojskowych obejmował stopnie od generała dywizji do majora włącznie. Kontrolerzy bezpośrednio podlegali ministrowi i byli całkowicie niezależni od wszelkiego rodzaju dowódców wojskowych.
Podczas kontroli posiadali stosowne pełnomocnictwa. Oficerowie korpusu kontrolerów — w ciągu 24 godzin od chwili ich przyjazdu — powinni byli zgłaszać przyjazd do wiadomości dowódcy garnizonu i złożyć mu służbową wizytę, jeżeli posiadał on stopień generała i jeśli pobyt kontrolera przewyższał 4 dni. W wypadku niezapowiedzianej kontroli, termin ten przedłużał się do 48 godzin. Dowódca garnizonu w ciągu 24 godzin udawał się z rewizytą. Jeżeli kontroler posiadał stopień wyższy lub równy, dowódca garnizonu składał wizytę pierwszy.
Aspiranci korpusu kontrolerów wojskowych (mianowani przez ministra spraw wojskowych), upoważnieni byli do przeprowadzenia kontroli samodzielnie na tych samych zasadach i prawach, przysługujących oficerom korpusu kontrolerów.
Umundurowanie
Oficerowie korpusu kontrolerów wojskowych nosili mundury oficerów Wojska Polskiego z następującymi zmianami:
- na kołnierzu kurtki czarne aksamitne patki z wypustkami z karmazynowego aksamitu oraz umieszczone skośnie srebrne godła;
- na kołnierzu płaszcza paski z czarnego i karmazynowego aksamitu, z godłem w rogach.

## Sejmowe Komisje kontrolne
Zakres działania i uprawnień komisji kontrolnych uchwalał Sejm (art. 34 Konstytucji) Rzeczypospolitej.

## Działy kontroli gospodarczej władz i zakładów centralnych
Kierownictwo

### Kontrola wstępna
Wydział I
- ogólna ewidencja i rzeczowa kontrola gospodarki wojskowej, zakupów i dostaw;
  - stwierdzanie uprawnień do sprawowania zakupów i odpowiedzialności za rzeczowe i terminowe ich wykonanie;
- agendy lotnej komisji kontrolnej do komisji gospodarczych władz i zakładów centralnych;
- w porozumieniu z odnośnymi departamentami:
  - pokrycia rachunkowe i ich ewidencja,
  - umarzanie strat pieniężnych, materjalnych i ich ewidencja,
  - orzeczenia zwrotu.

Wydział II Likwidatura
- badanie i zestawienie zapotrzebowań pieniężnych komisji gospodarczych władz i zakładów centralnych,
- asygnaty na kasę Ministerstwa Spraw Wojskowych i ich ewidencja,
- polecenia wypłaty kasę Ministerstwa Spraw Wojskowych,
- asygnowanie walut obcych, ewidencja kursów,
- ewidencja kredytów, udzielanych przez Ministerstwo Spraw Wojskowych,
- sprawdzanie i przechowywanie zaliczek obrotowych i zaliczek,
- sprawdzenie miesięcznych zamknięć kasowych kasy Ministerstwa Spraw Wojskowych,
- badanie i zestawianie dat budżetowych.

### Kontrola następna
- Wydział I

Kontrola aktów rachunkowych i miesięcznych zamknięć kasowych władz centralnych.
- Wydział II

Kontrola aktów rachunkowych polskich placówek zagranicznych i zagranicznych w Polsce.
- Wydział III

Kontrola aktów rachunkowych komisji gospodarczych zakładów centralnych.
- Wydział IV

Kontrola (różnych aktów rachunkowych).
- Wydział V

Likwidacja (różnych aktów rachunkowych).

## Organizacja kontroli administracji sił zbrojnych w Okręgach Korpusów
W Okręgach Korpusów znajdowały się działy kontroli gospodarczej z analogicznym zakresem pracy na właściwy Okręg Korpusu.
Ponadto w każdym okręgu korpusu umieszczone były ekspozytury Wojskowej Kontroli Generalnej, jako instytucje, likwidujące ostatecznie wszelkie rachunki formacji wojskowych, należących do danego okręgu korpusu.
Sprawy personalne działu kontroli gospodarczej w okręgu korpusu załatwiała intendentura okręgu korpusu.